# اوسی کوفی
اوسی کوفی (انگلیسی: Osei Kofi؛ زادهٔ ۳ ژوئن ۱۹۴۰) بازیکن فوتبال اهل غنا بود.
از باشگاه‌هایی که در آن بازی کرده‌است می‌توان به باشگاه ورزشی هارتس آف اوک اشاره کرد.
وی همچنین در تیم ملی فوتبال غنا بازی کرده‌است.